# Bobby Caldwell

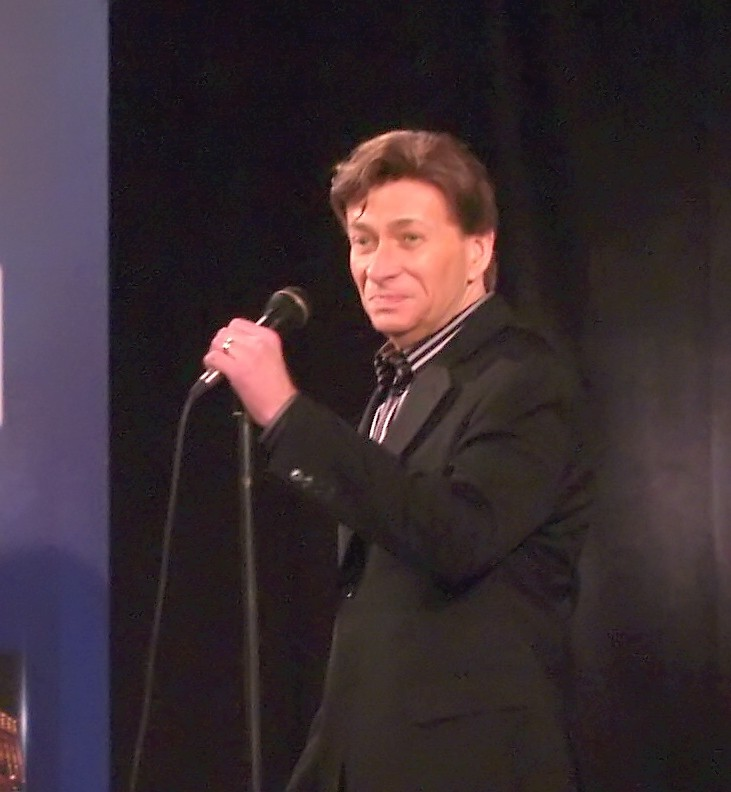
Bobby Caldwell (2009)

Robert Hunter „Bobby“ Caldwell (* 15. August 1951 in Manhattan, New York City, New York; † 14. März 2023 in Independence Township, New Jersey) war ein US-amerikanischer Sänger, Songwriter und Musiker. Er veröffentlichte mehrere Alben, die sich über die Stilrichtungen Rhythm and Blues, Soul und Jazz erstreckten, mit seiner souligen Stimme als Erkennungsmerkmal.

## Biografie
Bobby Caldwell wurde in Manhattan geboren, wuchs aber in Miami, Florida auf. In seiner Jugend kam er dort schon mit Latin Music, Reggae, Haitianischer Musik und Rhythm and Blues in Berührung. Im Alter von zwölf Jahren begann er, Klavier und Gitarre zu spielen. Nach eigenen Aussagen fühlte er sich früh zu Rock ’n’ Roll, Jazz, sowie Rhythm and Blues hingezogen. Als Mitglied der in Miami gegründeten Band Katmandu spielte er Eigenmaterial der Gruppe, aber auch traditionelle Standards. Mit 17 Jahren trat Caldwell mit der Band in Las Vegas auf und zog danach nach Los Angeles.
Ein erster Durchbruch in der Musikszene gelang Caldwell mit dem Engagement als Rhythmusgitarrist bei Little Richard, Anfang der siebziger Jahre. 1978 gelang es ihm, bei TK Records in Miami einen Plattenvertrag als Solointerpret zu erhalten. Der Song What You Won’t Do for Love wurde als Single ausgekoppelt, wurde zum Hit in den amerikanischen Billboard-Charts und schließlich zum Markenzeichen für Bobby Caldwell.
Caldwell starb im Alter von 71 Jahren am 14. März 2023 in seinem Haus in New Jersey.

## Diskografie
Alben
- 1989: Heart of Mine
- 1991: Solid Ground
- 1992: Greatest Hits
- 1993: Where Is Love

Singles
- 1978: What You Won’t Do For Love
- 1982: Coming Down From Love
- 1982: All of My Love

## Auszeichnungen für Musikverkäufe
| Goldene Schallplatte - Japan - 1991: für das Album Solid Ground - 1993: für das Album Where Is Love | Platin-Schallplatte - Japan - 1993: für das Album Greatest Hits - 1995: für das Album Heart of Mine |

Anmerkung: Auszeichnungen in Ländern aus den Charttabellen bzw. Chartboxen sind in ebendiesen zu finden.
| Land/RegionAuszeichnungen für Musikverkäufe (Land/Region, Auszeichnungen, Verkäufe, Quellen) | Silber  | Gold     | Platin     | Verkäufe | Quellen    |
| -------------------------------------------------------------------------------------------- | ------- | -------- | ---------- | -------- | ---------- |
| Japan (RIAJ)                                                                                 | —       | 2× Gold2 | 2× Platin2 | 600.000  | riaj.or.jp |
| Vereinigtes Königreich (BPI)                                                                 | Silber1 | —        | —          | 200.000  | bpi.co.uk  |
| Insgesamt                                                                                    | Silber1 | 2× Gold2 | 2× Platin2 |          |            |